# You (revista)
YOU é uma revista quinzenal japonesa de mangás josei publicada pela Shueisha. 

## Séries atuais
| Título da série                                                                       | Autor            | Início          |
| ------------------------------------------------------------------------------------- | ---------------- | --------------- |
| Dame na Watashi ni Koishite Kudasai Returns (ダメな私に恋してくださいR〈リターンズ〉) | Nakahara Aya     | Outubro de 2016 |
| Deka Wanko (デカワンコ)                                                               | Morimoto Kozueko | Abril de 2008   |
| Fukuyadou Honpo 2 (福家堂本舗 弐)                                                     | Yuuchi Yayomi    | Agosto de 2016  |
| Gunjou ni Siren (群青にサイレン)                                                      | Kawashita Mizuki | Julho de 2015   |
| Hagane no Onna (ハガネの女)                                                           | Fukaya Kaoru     | 2008            |
| Happy Trouble Wedding (ハッピートラブル・うえでぃんぐ)                                | Sakai Miwa       | 2005            |
| Haru wa Na nomi no (はるはなのみの)                                                   | Kawai Hideki     | Abril de 2015   |
| Igano Kabamaru★Sorikara (伊賀野カバ丸★そりから)                                       | Azuki Yuu        | Outubro de 2015 |
| Kizoku Tantei (貴族探偵)                                                              | Maya Yutaka      | Abril de 2017   |
| Onigiri Tsuushin: Dame Mama Nikki (おにぎり通信～ダメママ日記～)                      | Ninomiya Tomoko  | Março de 2012   |
| Osomatsu-san (おそ松さん)                                                             | Shitara Masako   | Janeiro de 2016 |
| Ouhi Margot (王妃マルゴ)                                                              | Hagio Moto       | Agosto de 2012  |
| Papa ni Itte ne ♥ (パパにいってね♥)                                                   | Ninomiya Tomoko  | Março de 2011   |
| Tenshi kamo Shirenai (天使かもしれない)                                               | Hagio Moto       | Abril de 2016   |

## Séries finalizadas
- Gokusen
- Dame na Watashi ni Koishite Kudasai
- Mizutama Puzzle
- Real Clothes
- Gokusen Kanketsu-hen
- Koudai-ke no Hitobito
- Aoi Uroko to Suna no Machi
- Maria no Shiro
- Himitsu no Juliet
- Bokura wa Minna Shindeiru♪
- Nibelung no Yubiwa
- Asuko March!: Kenritsu Asuka Kougyou Koukou Koushinkyoku
- Hoikumen!
- Kokage-kun wa Majo.
- HR de Tsukamaete
- Zegen-Yawa
- Niko to Fukigen na Shitsuji
- Arienai Getsuyoubi
- Nagi to Arashi
- Boku no Otousan
- Orpheus no Mado Gaiden
- Tenpari!
- Watashi ga Mama yo
- Sabaite Mimasho.
- Synchro Onchi!
- Kanna-saan!